# Engel van God
Engel van God of Angele Dei is een bekend katholiek gebed met betrekking tot de beschermengel.

## Latijnse tekst
Angele Dei,
qui custos es mei,
me, tibi commissum pietate superna,
illumina, custodi, rege et guberna.
Amen.

## Nederlandse vertaling[1]
Engel van God,
die mijn bewaarder zijt,
aan wie de goddelijke goedheid mij heeft toevertrouwd,
verlicht, bewaar, geleid en bestuur mij.
Amen.

## Bron
1. ↑  Compendium van de Catechismus van de Katholieke Kerk, p. 187.